# Benoidgas
Benoidgas var gas som tidigare användes i laboratorier. Den bestod av en bränsle som bensin som tillsammans med syre fördes in genom en förgasare och sedan förbrändes.
Benoidgas användes i laboratorier där vanlig gas saknades och ansågs mindre giftig, mindre explosiv och ge högre temperatur.